# Gouffre de Belvaux
Het is in de Gouffre de Belvaux in Rochefort in de provincie Namen dat de Lesse in de grond verdwijnt.  Vierentwintig uren later komt het water van de rivier terug tevoorschijn aan de andere kant van de heuvel, waarin zich de grotten van Han bevinden. 